# Hera (tuk)

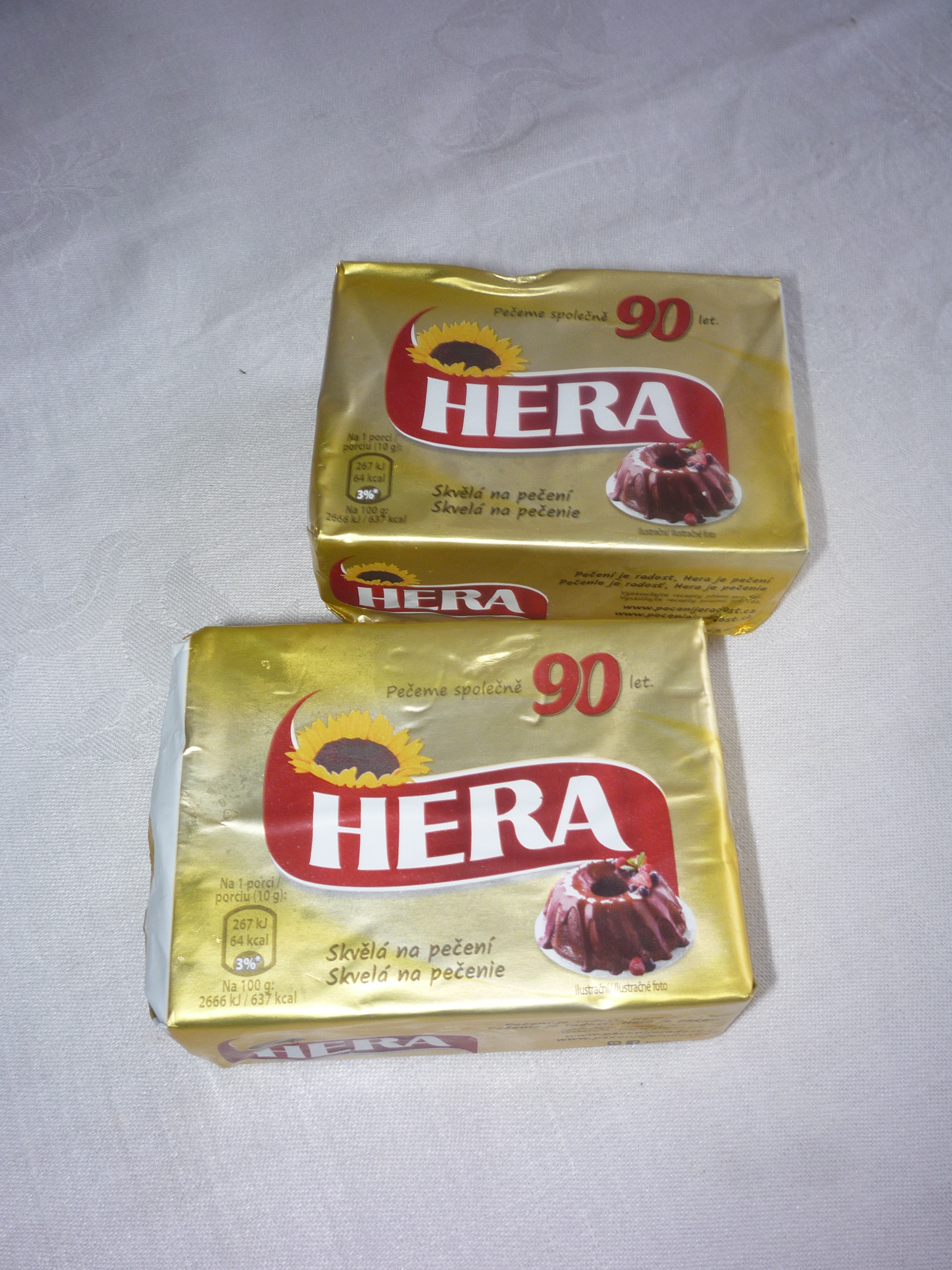
Hera (balení v roce 2019)

Hera je rostlinný tuk, který byl v Česku (Československu) pod touto značkou vyráběn roku 1972 do roku 2011, následně byla výroba přesunuta do zahraničí a pod stejnou značkou je výrobek dodáván na český trh.

## Vznik
Rostlinné tuky se vyráběly v Československu již ve 30. letech 20. století pod názvy Ceres Sana aj.
V roce 1972 oznámil tehdejší československý tisk, že byl na trh uveden nový výrobek, rostlinný tuk Hera. Podle těchto zpráv neobsahoval konzervanty, byl obohacen vitamíny A a E a mohl být používán všude tam, kde bylo používáno máslo. V době vzniku byl vyráběn ze slunečnicového oleje a neobsahoval živočišné tuky, byl proto označován za zdravější, než máslo. Prodával se v 250 g balení. Heru vyvinul pražský Ústav výživy lidu a vyráběly ji závody v Nelahozevsi a Olomouci. V roce 1990 (když ještě byly maloobchodní ceny centrálně stanovovány) stálo čtvrtkilogramové balení Hery 6 Kčs.

## Současnost
Rostlinný tuk Hera se stále drží na trhu. Podle údajů na etiketě (2020) obsahuje rostlinné oleje (palmový, slunečnicový a řepkový olej), vitamíny A a D a další složky. Dodavatelem je firma Unilever, výroba byla v roce 2011 přesunuta z Nelahozevsi do Polska a do Německa, na český trh je Hera dodávána pod stejným názvem.

## Název
Název výrobku Hera, odkazující na nejvyšší řeckou bohyni Héru, zařazuje tento rostlinný tuk do skupiny oblíbených komerčních názvů, odvozených ze jmen antických bohů. Podle stejného principu byly např. nazvány i jiné rostlinné tuky jako Ceres(římská bohyně úrody a obilí)  a Juno (v římské mytologii manželka Jupitera), případně Flora (římská bohyně).